# Campeonato de Fórmula E de 2019–20
O Campeonato de Fórmula E de 2019–20 foi a sexta temporada do campeonato de automobilismo para veículos elétricos reconhecido pela Federação Internacional de Automobilismo (FIA), como a categoria mais alta entre as competições de monopostos elétricos.
Em 13 de março, a Fórmula E e a FIA anunciaram uma suspensão temporária da temporada em resposta à pandemia de COVID-19. Durante a suspensão, a Fórmula E organizou uma série de corridas de esporte eletrônico chamada Formula E Race at Home Challenge. A temporada foi retomada e concluída em agosto com seis corridas disputadas dentro de nove dias no Circuito Urbano do Aeroporto de Tempelhoft.
O piloto da DS Techeetah, António Félix da Costa, sagrou-se campeão com duas corridas de antecedência. A DS Techeetah conquistou seu segundo Campeonato de Equipes consecutivo, derrotando a Nissan e.dams por uma margem de 77 pontos.

## Pilotos e equipes
Os três primeiros colocados da temporada de 2019–20:
| Campeão                | Vice-campeão             | Terceiro lugar   |
| ---------------------- | ------------------------ | ---------------- |
|                        |                          |                  |
| António Félix da Costa | Stoffel Vandoorne        | Jean-Éric Vergne |
| DS Techeetah           | Mercedes-Benz EQ FE Team | DS Techeetah     |

Todas as equipes utilizaram os chassis Spark SRT05e com pneus Michelin. Os seguintes pilotos e equipes participaram do Campeonato de Fórmula E de 2019–20:
| Equipe                                   | Trem de força                    | Pilotos | Pilotos                | Pilotos  | Pilotos                                | Pilotos         |
| Equipe                                   | Trem de força                    | N°      | Nome do Piloto         | Corridas |                                        | Piloto de Teste |
| ---------------------------------------- | -------------------------------- | ------- | ---------------------- | -------- | -------------------------------------- | --------------- |
| Audi Sport Abt Schaeffler Formula E Team | Audi e-tron FE06                 | 11      | Lucas Di Grassi        | Todas    | Mattia Drudi Kelvin van der Linde      |                 |
| Audi Sport Abt Schaeffler Formula E Team | Audi e-tron FE06                 | 66      | Daniel Abt             | 1–5      | Mattia Drudi Kelvin van der Linde      |                 |
| Audi Sport Abt Schaeffler Formula E Team | Audi e-tron FE06                 | 66      | René Rast              | 6-11     | Mattia Drudi Kelvin van der Linde      |                 |
| BMW i Andretti Motorsport                | BMW iFE.20                       | 27      | Alexander Sims         | Todas    |                                        |                 |
| BMW i Andretti Motorsport                | BMW iFE.20                       | 28      | Maximilian Günther     | Todas    |                                        |                 |
| DS Techeetah                             | DS E-TENSE FE20                  | 13      | António Félix da Costa | Todas    | Filipe Albuquerque James Rositer       |                 |
| DS Techeetah                             | DS E-TENSE FE20                  | 25      | Jean-Éric Vergne       | Todas    | Filipe Albuquerque James Rositer       |                 |
| Envision Virgin Racing                   | Audi e-Tron FE06                 | 2       | Sam Bird               | Todas    | Nick Cassidy Alice Powell              |                 |
| Envision Virgin Racing                   | Audi e-Tron FE06                 | 4       | Robin Frijns           | Todas    | Nick Cassidy Alice Powell              |                 |
| GEOX Dragon                              | Penske Penske EV-4               | 6       | Brendon Hartley        | 1–5      |                                        |                 |
| GEOX Dragon                              | Penske Penske EV-4               | 6       | Sérgio Sette Câmara    | 6–11     |                                        |                 |
| GEOX Dragon                              | Penske Penske EV-4               | 7       | Nico Müller            | Todas    |                                        |                 |
| Mahindra Racing                          | Mahindra M6Electro               | 64      | Jérôme d'Ambrosio      | Todas    |                                        |                 |
| Mahindra Racing                          | Mahindra M6Electro               | 94      | Pascal Wehrlein        | 1–5      |                                        |                 |
| Mahindra Racing                          | Mahindra M6Electro               | 94      | Alex Lynn              | 6–11     |                                        |                 |
| Mercedes-Benz EQ Formula E Team          | Mercedes-Benz EQ Silver Arrow 01 | 5       | Stoffel Vandoorne      | Todas    | Gary Paffett Esteban Gutiérrez         |                 |
| Mercedes-Benz EQ Formula E Team          | Mercedes-Benz EQ Silver Arrow 01 | 17      | Nyck de Vries          | Todas    | Gary Paffett Esteban Gutiérrez         |                 |
| NIO 333 FE Team                          | NIO FE-005                       | 3       | Oliver Turvey          | Todas    |                                        |                 |
| NIO 333 FE Team                          | NIO FE-005                       | 33      | Ma Qing Hua            | 1–5      |                                        |                 |
| NIO 333 FE Team                          | NIO FE-005                       | 33      | Daniel Abt             | 6-11     |                                        |                 |
| Nissan e.dams                            | Nissan IM02                      | 22      | Oliver Rowland         | Todas    | Jann Mardenborough Mitsunori Takaboshi |                 |
| Nissan e.dams                            | Nissan IM02                      | 23      | Sébastien Buemi        | Todas    | Jann Mardenborough Mitsunori Takaboshi |                 |
| Panasonic Jaguar Racing                  | Jaguar I-Type 4                  | 20      | Mitch Evans            | Todas    |                                        |                 |
| Panasonic Jaguar Racing                  | Jaguar I-Type 4                  | 51      | James Calado           | 1–9      |                                        |                 |
| Panasonic Jaguar Racing                  | Jaguar I-Type 4                  | 51      | Tom Blomqvist          | 10–11    |                                        |                 |
| ROKiT Venturi Racing                     | Mercedes-Benz EQ Silver Arrow 01 | 19      | Felipe Massa           | Todas    |                                        |                 |
| ROKiT Venturi Racing                     | Mercedes-Benz EQ Silver Arrow 01 | 48      | Edoardo Mortara        | Todas    |                                        |                 |
| TAG Heuer Porsche Formula E Team         | Porsche 99X Electric             | 18      | Neel Jani              | Todas    |                                        |                 |
| TAG Heuer Porsche Formula E Team         | Porsche 99X Electric             | 36      | André Lotterer         | Todas    |                                        |                 |
| Fontes:                                  |                                  |         |                        |          |                                        |                 |

### Mudanças nas equipes
- A HWA Racelab se tornou equipe de fábrica completa da Mercedes,[52][53][25] enquanto a HWA permanece comandando as operações de pista da equipe.[24] A montadora compete sob os auspícios de sua submarca EQ para carros elétricos, com a equipe sendo nomeada de Mercedes-Benz EQ Formula E Team.[24][54]
- A Porsche fez sua estreia na categoria, para isso a fabricante de carros esportivos interrompeu seu programa de carro de Le Mans 919 Hybrid.[55][45]
- A equipe NIO Formula E Team foi vendida para a Lisheng Racing,[56] mas continuou com a marca NIO, sendo renomeada para NIO 333 FE Team.[50] A equipe não construiu seus próprios trens de força, em vez disso, adquiriu trens de força usados pela GEOX Dragon na temporada anterior e os reformulou.[31]
- A Venturi parou de produzir seus próprios trens de força para usar equipamentos fornecidos pela Mercedes.[40][57]

### Mudanças nos pilotos
- Neel Jani voltou a disputar a Fórmula E como piloto da TAG Heuer Porsche.[47]
- André Lotterer deixou a DS Techeetah para ingressar na TAG Heuer Porsche.[48]
- O campeão mundial de Endurance de 2015 e 2017, Brendon Hartley, fez sua estreia na Fórmula E com a GEOX Dragon.[17]
- Maximilian Günther se transferiu da GEOX Dragon para a BMW i Andretti Motorsport para substituir António Félix da Costa.[10]
- António Félix da Costa trocou a BMW i Andretti Motorsport pela DS Techeetah, substituindo Lotterer.[12]
- Nyck de Vries fez sua estreia na Fórmula E com a Mercedes-Benz EQ.[27]
- Nico Müller fez sua estreia na Fórmula E com a GEOX Dragon.[19]
- O campeão do GT World Endurance de 2017, James Calado, fez sua estreia na Fórmula E com a Jaguar, substituindo Alex Lynn.[37]
- Ma Qing Hua retornou à Fórmula E como piloto da NIO 333, substituindo Tom Dillmann.[31]

#### Mudanças no meio da temporada
- Daniel Abt foi demitido da Audi Sport ABT Schaeffler devido utilização de piloto "dublê" em uma corrida virtual.[33] Para o seu lugar a Audi contratou René Rast.[7]
- Pascal Wehrlein deixou a Mahindra Racing e foi substituído pelo britânico Alex Lynn.[22]
- Daniel Abt retornou à Fórmula E como piloto da NIO 333, substituindo Ma Qing Hua.[33]
- Brendon Hartley, deixou a equipe GEOX Dragon.[58] Sendo substituido por Sérgio Sette Câmara.[18]
- James Calado deixou a equipe Jaguar, sendo substituído por Tom Blomqvist.[59][38]

## Calendário
As seguintes corridas foram realizadas como parte do Campeonato de Fórmula E de 2019–20:
| Corrida | ePrix                     | País           | Circuito                                              | Data                    |
| ------- | ------------------------- | -------------- | ----------------------------------------------------- | ----------------------- |
| 1       | ePrix de Daria            | Arábia Saudita | Circuito Urbano de Riade                              | 22 de novembro de 2019  |
| 2       | ePrix de Daria            | Arábia Saudita | Circuito Urbano de Riade                              | 23 de novembro de 2019  |
| 3       | ePrix de Santiago         | Chile          | Circuito do Parque O’Higgins                          | 18 de janeiro de 2020   |
| 4       | ePrix da Cidade do México | México         | Autódromo Hermanos Rodríguez                          | 15 de fevereiro de 2020 |
| 5       | ePrix de Marraquexe       | Marrocos       | Circuito Internacional de Automóveis Moulay El Hassan | 29 de fevereiro de 2020 |
| 6       | ePrix de Berlim           | Alemanha       | Circuito Urbano do Aeroporto de Tempelhoft            | 5 de agosto de 2020     |
| 7       | ePrix de Berlim           | Alemanha       | Circuito Urbano do Aeroporto de Tempelhoft            | 6 de agosto de 2020     |
| 8       | ePrix de Berlim           | Alemanha       | Circuito Urbano do Aeroporto de Tempelhoft            | 8 de agosto de 2020     |
| 9       | ePrix de Berlim           | Alemanha       | Circuito Urbano do Aeroporto de Tempelhoft            | 9 de agosto de 2020     |
| 10      | ePrix de Berlim           | Alemanha       | Circuito Urbano do Aeroporto de Tempelhoft            | 12 de agosto de 2020    |
| 11      | ePrix de Berlim           | Alemanha       | Circuito Urbano do Aeroporto de Tempelhoft            | 13 de agosto de 2020    |
| Fonte:  |                           |                |                                                       |                         |

Corridas canceladas
| ePrix                           | País           | Circuito                                | Data original          |
| ------------------------------- | -------------- | --------------------------------------- | ---------------------- |
| ePrix de Sanya                  | China          | Circuito da baía de Haitang             | 21 de março de 2020    |
| ePrix de Roma                   | Itália         | Circuito Urbano do EUR                  | 4 de abril de 2020     |
| ePrix de Paris                  | França         | Circuito Urbano de Paris                | 18 de abril de 2020    |
| ePrix de Seul                   | Coreia do Sul  | Circuito Urbano de Seul                 | 3 de maio de 2020      |
| ePrix de Jacarta                | Indonesia      | Circuito Ururbano do Monumento Nacional | 6 de junho de 2020     |
| ePrix de Nova Iorque            | Estados Unidos | Circuito Urbano do Brooklyn             | 11 de julho de 2020    |
| ePrix de Londres (rodada dupla) | Reino Unido    | Royal Docks e ExCeL London              | 25–26 de julho de 2020 |

### Mudanças no calendário
- A Fórmula E faria sua estreia na Coreia do Sul. O evento seria realizado em um circuito de rua em Seul.[66] Mas foi cancelada posteriormente.
- O ePrix de Londres retornaria ao calendário pela primeira vez desde a temporada de 2015–16 e sediaria o evento final da temporada de 2019–20, que contaria com a realização de duas corridas. A disputa estava programada para ocorrer em um circuito baseado e em torno do centro de convenções ExCeL London e do Royal Docks.[68] Mas o evento foi canceladi posteriormente.
- O ePrix de Daria deu início a temporada um mês antes em novembro como uma rodada dupla.[70]
- O ePrix da Suíça (realizado em Berna na temporada anterior) não foi disputado, pois a corrida foi única. O evento pode retornar no futuro de um local diferente.[71]
- O ePrix de Mônaco não foi disputado nesta temporada, pois o evento é realizado somente a cada dois anos.
- O ePrix de Nova Iorque deixaria de ser uma rodada dupla e, também, não seria mais o evento final da temporada, como aconteceu nos anos anteriores. Entretanto, a corrida foi cancelada posteriormente.
- A estreia do ePrix de Jacarta seria realizada em 6 de junho de 2020.[67] Mas foi cancelada posteriormente.
- O ePrix de Hong Kong estava programado para estar no calendário, mas, em vez disso, foi substituído pelo ePrix de Marraquexe.[62]

#### Mudanças no calendário, e ações contra a pandemia de COVID-19
- Os ePrix de Sanya, Roma, Paris, Seul, Jacarta, Berlim e Nova Iorque foram inicialmente adiadas devido à pandemia de COVID-19, sendo canceladas posteriormente em junho.[72][73][74]
- O ePrix de Londres foi cancelado pela categoria. O local onde aconteceria a corrida está sendo usado como um hospital temporário para combate da COVID-19.[75]
- A temporada será encerrada com seis corridas no Tempelhof Airport Street Circuit em Berlim com três rodadas duplas em 5–6, 8–9 e 12–13 de agosto de 2020.[76]

## Mudanças no regulamento

### Regulamentações técnicas
- O uso de motores duplos foi proibido a partir da temporada de 2019-20.[77]
- O nível de potência do modo de ataque foi aumentado em 10kW, de 225kW para 235kW.[78]
- Os pilotos não tem mais permissão para ativar o modo de ataque durante os períodos de bandeira amarela e carro de segurança.[78]
- Para cada minuto gasto em condições de pista com bandeira amarela ou carro de segurança, 1 kWh é subtraído da energia total disponível medida a partir do ponto em que a corrida foi neutralizada.[78]

### Regulamentos esportivos
- Durante uma suspensão na corrida, o relógio da contagem regressiva para, a menos que seja anunciado de outra forma pelo diretor da corrida, com o objetivo de completar o tempo total da corrida.[79]
- O piloto mais rápido da fase de grupos da qualificação passou receber um ponto no campeonato.[79]

## Resultados e classificações

### Por ePrix
| Etapa | ePrix            | Qualificação           | Qualificação           | Corrida                | Corrida                | Corrida                         | Descrição |
| Etapa | ePrix            | Fase de grupos         | Pole position          | Volta mais rápida      | Vencedor               | Equipe                          | Descrição |
| ----- | ---------------- | ---------------------- | ---------------------- | ---------------------- | ---------------------- | ------------------------------- | --------- |
| 1     | Daria            | Sam Bird               | Alexander Sims         | Daniel Abt             | Sam Bird               | Envision Virgin Racing          | Descrição |
| 2     | Daria            | António Félix da Costa | Alexander Sims         | António Félix da Costa | Alexander Sims         | BMW i Andretti Motorsport       | Descrição |
| 3     | Santiago         | Mitch Evans            | Mitch Evans            | Oliver Rowland         | Maximilian Günther     | BMW i Andretti Motorsport       | Descrição |
| 4     | Cidade do México | Mitch Evans            | André Lotterer         | Alexander Sims         | Mitch Evans            | Panasonic Jaguar Racing         | Descrição |
| 5     | Marraquexe       | Maximilian Günther     | António Félix da Costa | Pascal Wehrlein        | António Félix da Costa | DS Techeetah                    | Descrição |
| 6     | Berlim           | António Félix da Costa | António Félix da Costa | António Félix da Costa | António Félix da Costa | DS Techeetah                    | Descrição |
| 7     | Berlim           | Sébastien Buemi        | António Félix da Costa | Stoffel Vandoorne      | António Félix da Costa | DS Techeetah                    | Descrição |
| 8     | Berlim           | Jean-Éric Vergne       | Jean-Éric Vergne       | Mitch Evans            | Maximilian Günther     | BMW i Andretti Motorsport       | Descrição |
| 9     | Berlim           | Jean-Éric Vergne       | Jean-Éric Vergne       | Sam Bird               | Jean-Éric Vergne       | DS Techeetah                    | Descrição |
| 10    | Berlim           | René Rast              | Oliver Rowland         | Lucas Di Grassi        | Oliver Rowland         | Nissan e.dams                   | Descrição |
| 11    | Berlim           | Sébastien Buemi        | Stoffel Vandoorne      | Nico Müller            | Stoffel Vandoorne      | Mercedes-Benz EQ Formula E Team | Descrição |

### Sistema de pontuação
Os pontos foram concedidos para os dez primeiros colocados em cada corrida, para o piloto que marcava a volta mais rápida na fase de grupos da classificação, para o pole position e para o piloto, entre os dez primeiros, que marcasse a volta mais rápida, usando o seguinte sistema:
| Posição | 1º | 2º | 3º | 4º | 5º | 6º | 7º | 8º | 9º | 10º | FG | Pole | VR |
| Pontos  | 25 | 18 | 15 | 12 | 10 | 8  | 6  | 4  | 2  | 1   | 1  | 3    | 1  |